# KV29
KV29, acrònim de l'anglès King's Valley, és una tomba egípcia de l'anomenada Vall dels Reis, situada a la riba oest del riu Nil, a l'altura de la moderna ciutat de Luxor. És un dels sepulcres menys coneguts de l'enorme necròpolis, sent en l'actualitat completament impossible determinar de quina dinastia data ni qui va ser el seu ocupant.

## Situació
La tomba número 29 de la Vall dels Reis no és a prop de cap enterrament lateral, i només és a prop de la també gairebé desconeguda KV61. Construïda al uadi sud-oest, es troba a l'entrada dels dos ramals més meridionals de la Vall, el de les tombes pertanyents a l'època de Tuthmosis III i el destinat als enterraments de finals de la dinastia XIX. Així i tot, la llunyania de KV29 de qualsevol tomba realment important dificulta encara més la tasca de datació del sepulcre.
KV29 presenta les característiques típiques d'un enterrament no real, potser destinat a un membre de la noblesa, almenys en la seva entrada, ja que hi ha un pou funerari. Més enllà del pou ignorem què pot haver-hi, encara que és molt probable que ens trobem tan sols amb una única càmera principal, de modestes dimensions i, és clar, absent de decoració.

## Excavació
No se sap si va ser descoberta durant els segles XVIII o XIX o bé va ser oberta a l'antiguitat. El primer que ens arriba sobre la seva existència prové de James Burton, que assenyala la seva situació i poc més. Una cosa mateix farien Wilkinson, Loret i Weigall, aquest últim fent la suposició que seria un petit enterrament amb una sola càmera, potser datat a la dinastia XVIII.
No obstant això, en l'actualitat, KV29 encara no ha estat excavada, i no desperta un gran interès.